# Czerencza
Czerencza (bułg. Черенча) – wieś w północno-wschodniej Bułgarii, w obwodzie Szumen, w gminie Szumen. Według danych Narodowego Instytutu Statystycznego, 31 grudnia 2011 roku wieś liczyła 331 mieszkańców.